# Yakbim Sekhaenre
Yakbim Sekhaenre fou un faraó probablement fundador de la dinastia XIV d'Egipte amb seu a Xois. El seu regnat va durar uns 25 anys. El seu nom sembla indicar un origen asiàtic (hikse). El seu nom de tron o nesut biti, Sekhaenre, vol dir "Ra el que entronitza".
Apareix el seu nom a alguns escarabats.
El va succeir Yaammu Nubwoserre.